# VM i landevejscykling 2021 – Linjeløb (herrer)
Herrernes linjeløb ved VM i landevejscykling 2021 bliver afholdt den 26. september 2021 med start i Antwerpen og mål i Leuven i Flandern, Belgien. Ruten er 268,3 km lang.

## Deltagere
| Landshold (45)- Frankrig - Belgien - Slovenien - Italien - Storbritannien - Holland - Danmark - Spanien - Australien - Colombia - Tyskland - Schweiz - Portugal - Norge - Ecuador - Ruslands cykelforbund - Polen - USA - Canada - Østrig - New Zealand - Irland - Sydafrika - Estland - Kasakhstan - Slovakiet - Eritrea - Tjekkiet - Ukraine - Letland - Sverige - Panama - Luxembourg - Ungarn - Hviderusland - Rumænien - Litauen - Grækenland - Mexico - Thailand - Mongoliet - Uruguay - Venezuela - Albanien - Japan |
| |

### Danske ryttere
- Kasper Asgreen
- Mikkel Bjerg
- Magnus Cort
- Mikkel Frølich Honoré
- Andreas Kron
- Mads Pedersen
- Michael Valgren
- Mads Würtz Schmidt

## Resultater
| \| Samlede stilling \| Samlede stilling \| Samlede stilling \| Samlede stilling \| Samlede stilling \| \| Rytter \| Rytter \| Hold \| Tid \| \| \| ---------------- \| -------------------- \| ---------------- \| ---------------- \| ---------------- \| \| 1. \| Julian Alaphilippe \| Frankrig \| 5t 56' 34" \| \| \| 2. \| Dylan van Baarle \| Holland \| + 32" \| \| \| 3. \| Michael Valgren \| Danmark \| + 32" \| \| \| 4. \| Jasper Stuyven \| Belgien \| + 32" \| \| \| 5. \| Neilson Powless \| USA \| + 32" \| \| \| 6. \| Tom Pidcock \| Storbritannien \| + 49" \| \| \| 7. \| Zdeněk Štybar \| Tjekkiet \| + 1' 06" \| \| \| 8. \| Mathieu van der Poel \| Holland \| + 1' 18" \| \| \| 9. \| Florian Sénéchal \| Frankrig \| + 1' 18" \| \| \| 10. \| Sonny Colbrelli \| Italien \| + 1' 18" \| \| \| 11. \| Wout van Aert \| Belgien \| + 1' 18" \| \| \| 12. \| Markus Hoelgaard \| Norge \| + 1' 18" \| \| \| 13. \| Valentin Madouas \| Frankrig \| + 1' 18" \| \| \| 14. \| Matej Mohorič \| Slovenien \| + 4' 00" \| \| \| 15. \| Giacomo Nizzolo \| Italien \| + 4' 05" \| \| \| 16. \| Nils Politt \| Tyskland \| + 5' 25" \| \| \| 17. \| Guillaume Boivin \| Canada \| + 5' 25" \| \| \| 18. \| Jan Polanc \| Slovenien \| + 5' 25" \| \| \| 19. \| Benoît Cosnefroy \| Frankrig \| + 5' 30" \| \| \| 20. \| Victor Campenaerts \| Belgien \| + 5' 30" \| \| |                      |                |            |
| |                      |                |            |
| Kilde: ProCyclingStats |                      |                |            |
| Samlede stilling |                      |                |            |
| Rytter | Rytter               | Hold           | Tid        |
| 1. | Julian Alaphilippe   | Frankrig       | 5t 56' 34" |
| 2. | Dylan van Baarle     | Holland        | + 32"      |
| 3. | Michael Valgren      | Danmark        | + 32"      |
| 4. | Jasper Stuyven       | Belgien        | + 32"      |
| 5. | Neilson Powless      | USA            | + 32"      |
| 6. | Tom Pidcock          | Storbritannien | + 49"      |
| 7. | Zdeněk Štybar        | Tjekkiet       | + 1' 06"   |
| 8. | Mathieu van der Poel | Holland        | + 1' 18"   |
| 9. | Florian Sénéchal     | Frankrig       | + 1' 18"   |
| 10. | Sonny Colbrelli      | Italien        | + 1' 18"   |
| 11. | Wout van Aert        | Belgien        | + 1' 18"   |
| 12. | Markus Hoelgaard     | Norge          | + 1' 18"   |
| 13. | Valentin Madouas     | Frankrig       | + 1' 18"   |
| 14. | Matej Mohorič        | Slovenien      | + 4' 00"   |
| 15. | Giacomo Nizzolo      | Italien        | + 4' 05"   |
| 16. | Nils Politt          | Tyskland       | + 5' 25"   |
| 17. | Guillaume Boivin     | Canada         | + 5' 25"   |
| 18. | Jan Polanc           | Slovenien      | + 5' 25"   |
| 19. | Benoît Cosnefroy     | Frankrig       | + 5' 30"   |
| 20. | Victor Campenaerts   | Belgien        | + 5' 30"   |

## Startliste
| Frankrig FRA | Frankrig FRA       | Frankrig FRA |
| ------------ | ------------------ | ------------ |
| Nr.          | Rytter             | Placering    |
| 1            | Julian Alaphilippe | 1.           |
| 2            | Rémi Cavagna       | DNF          |
| 3            | Benoît Cosnefroy   | 19.          |
| 4            | Arnaud Démare      | 56.          |
| 5            | Christophe Laporte | DNF          |
| 6            | Valentin Madouas   | 13.          |
| 7            | Clément Russo      | DNF          |
| 8            | Florian Sénéchal   | 9.           |
| 9            | Anthony Turgis     | DNF          |

| Belgien BEL | Belgien BEL        | Belgien BEL |
| ----------- | ------------------ | ----------- |
| Nr.         | Rytter             | Placering   |
| 10          | Tiesj Benoot       | 31.         |
| 11          | Victor Campenaerts | 20.         |
| 12          | Tim Declercq       | DNF         |
| 13          | Remco Evenepoel    | 62.         |
| 14          | Yves Lampaert      | 61.         |
| 15          | Jasper Stuyven     | 4.          |
| 16          | Dylan Teuns        | 27.         |
| 17          | Wout van Aert      | 11.         |

| Slovenien SLO | Slovenien SLO | Slovenien SLO |
| ------------- | ------------- | ------------- |
| Nr.           | Rytter        | Placering     |
| 18            | Luka Mezgec   | 30.           |
| 19            | Matej Mohorič | 14.           |
| 20            | Domen Novak   | DNF           |
| 21            | David Per     | DNF           |
| 22            | Tadej Pogačar | 37.           |
| 23            | Jan Polanc    | 18.           |
| 24            | Primož Roglič | 48.           |
| 25            | Jan Tratnik   | DNF           |

| Italien ITA | Italien ITA          | Italien ITA |
| ----------- | -------------------- | ----------- |
| Nr.         | Rytter               | Placering   |
| 26          | Andrea Bagioli       | DNF         |
| 27          | Davide Ballerini     | DNF         |
| 28          | Sonny Colbrelli      | 10.         |
| 29          | Alessandro De Marchi | DNF         |
| 30          | Gianni Moscon        | 58.         |
| 31          | Giacomo Nizzolo      | 15.         |
| 32          | Matteo Trentin       | DNF         |
| 33          | Diego Ulissi         | 24.         |

| Storbritannien GBR | Storbritannien GBR | Storbritannien GBR |
| ------------------ | ------------------ | ------------------ |
| Nr.                | Rytter             | Placering          |
| 34                 | Mark Cavendish     | DNF                |
| 35                 | Ethan Hayter       | 35.                |
| 36                 | Tom Pidcock        | 6.                 |
| 37                 | Luke Rowe          | DNF                |
| 38                 | Jake Stewart       | DNF                |
| 39                 | Ben Swift          | DNF                |
| 40                 | Connor Swift       | DNF                |
| 41                 | Fred Wright        | DNF                |

| Holland NED | Holland NED          | Holland NED |
| ----------- | -------------------- | ----------- |
| Nr.         | Rytter               | Placering   |
| 42          | Pascal Eenkhoorn     | 66.         |
| 43          | Sebastian Langeveld  | DNF         |
| 44          | Bauke Mollema        | 29.         |
| 45          | Oscar Riesebeek      | DNF         |
| 46          | Mike Teunissen       | 22.         |
| 47          | Dylan van Baarle     | 2.          |
| 48          | Mathieu van der Poel | 8.          |
| 49          | Danny van Poppel     | DNF         |

| Danmark DEN | Danmark DEN        | Danmark DEN |
| ----------- | ------------------ | ----------- |
| Nr.         | Rytter             | Placering   |
| 50          | Kasper Asgreen     | DNF         |
| 51          | Mikkel Bjerg       | DNF         |
| 52          | Mikkel Honoré      | DNF         |
| 53          | Michael Valgren    | 3.          |
| 54          | Andreas Kron       | DNF         |
| 55          | Magnus Cort        | DNF         |
| 56          | Mads Pedersen      | DNF         |
| 57          | Mads Würtz Schmidt | DNF         |

| Spanien ESP | Spanien ESP         | Spanien ESP |
| ----------- | ------------------- | ----------- |
| Nr.         | Rytter              | Placering   |
| 58          | Roger Adrià         | 59.         |
| 59          | Alex Aranburu       | DNF         |
| 60          | Imanol Erviti       | 43.         |
| 61          | Iván García Cortina | 23.         |
| 62          | Gorka Izagirre      | 42.         |
| 63          | Carlos Rodríguez    | 53.         |
| 64          | Gonzalo Serrano     | 44.         |
| 65          | Lluís Mas           | DNF         |

| Australien AUS | Australien AUS   | Australien AUS |
| -------------- | ---------------- | -------------- |
| Nr.            | Rytter           | Placering      |
| 66             | Luke Durbridge   | DNF            |
| 67             | Caleb Ewan       | DNF            |
| 68             | Nathan Haas      | DNF            |
| 69             | Michael Matthews | 25.            |
| 70             | Nick Schultz     | DNF            |
| 71             | Miles Scotson    | DNF            |
| 72             | Robert Stannard  | DNF            |
| 73             | Harry Sweeny     | DNF            |

| Colombia COL | Colombia COL        | Colombia COL |
| ------------ | ------------------- | ------------ |
| Nr.          | Rytter              | Placering    |
| 74           | Esteban Chaves      | 64.          |
| 75           | Fernando Gaviria    | DNF          |
| 76           | José Tito Hernández | DNF          |
| 77           | Sergio Higuita      | DNF          |
| 78           | Álvaro Hodeg        | DNF          |
| 79           | Sebastián Molano    | DNF          |
| 80           | Nelson Soto         | 65.          |
| 81           | Rigoberto Urán      | DNF          |

| Tyskland GER | Tyskland GER          | Tyskland GER |
| ------------ | --------------------- | ------------ |
| Nr.          | Rytter                | Placering    |
| 82           | Pascal Ackermann      | DNF          |
| 83           | Nikias Arndt          | 67.          |
| 84           | John Degenkolb        | DNF          |
| 85           | Nils Politt           | 16.          |
| 86           | Maximilian Schachmann | DNF          |
| 87           | Georg Zimmermann      | 68.          |

| Schweiz SUI | Schweiz SUI      | Schweiz SUI |
| ----------- | ---------------- | ----------- |
| Nr.         | Rytter           | Placering   |
| 88          | Stefan Bissegger | DNF         |
| 89          | Silvan Dillier   | 45.         |
| 90          | Marc Hirschi     | DNF         |
| 91          | Stefan Küng      | 41.         |
| 92          | Fabian Lienhard  | 63.         |
| 93          | Michael Schär    | DNF         |

| Portugal POR | Portugal POR    | Portugal POR |
| ------------ | --------------- | ------------ |
| Nr.          | Rytter          | Placering    |
| 94           | João Almeida    | 47.          |
| 95           | Nelson Oliveira | 55.          |
| 96           | Rui Oliveira    | 39.          |
| 97           | Rafael Reis     | DNF          |
| 98           | André Carvalho  | DNF          |

| Norge NOR | Norge NOR            | Norge NOR |
| --------- | -------------------- | --------- |
| Nr.       | Rytter               | Placering |
| 99        | Sven Erik Bystrøm    | 33.       |
| 100       | Odd Christian Eiking | DNF       |
| 101       | Markus Hoelgaard     | 12.       |
| 102       | Alexander Kristoff   | 21.       |
| 103       | Vegard Stake Laengen | 34.       |
| 104       | Rasmus Tiller        | 51.       |

| Ecuador ECU | Ecuador ECU      | Ecuador ECU |
| ----------- | ---------------- | ----------- |
| Nr.         | Rytter           | Placering   |
| 105         | Joel Burbano     | DNF         |
| 106         | Byron Guamá      | DNF         |
| 107         | Wilson Haro      | DNF         |
| 108         | Sebastian Novoa  | DNF         |
| 109         | Cristian Pita    | DNF         |
| 110         | Alexis Quinteros | DNS         |

| Ruslands cykelforbund RCF | Ruslands cykelforbund RCF | Ruslands cykelforbund RCF |
| ------------------------- | ------------------------- | ------------------------- |
| Nr.                       | Rytter                    | Placering                 |
| 111                       | Igor Bojev                | DNF                       |
| 112                       | Sergej Tjernetskij        | DNF                       |
| 113                       | Pavel Kotjetkov           | DNF                       |
| 114                       | Artjom Nytj               | 40.                       |
| 115                       | Petr Rikunov              | DNF                       |
| 116                       | Dmitrij Strakhov          | DNF                       |

| Polen POL | Polen POL             | Polen POL |
| --------- | --------------------- | --------- |
| Nr.       | Rytter                | Placering |
| 117       | Stanisław Aniołkowski | DNF       |
| 118       | Cesare Benedetti      | 46.       |
| 119       | Maciej Bodnar         | DNF       |
| 120       | Michał Gołaś          | DNF       |
| 121       | Michał Kwiatkowski    | 36.       |
| 122       | Łukasz Owsian         | DNF       |

| USA USA | USA USA          | USA USA   |
| ------- | ---------------- | --------- |
| Nr.     | Rytter           | Placering |
| 123     | Robin Carpenter  | DNF       |
| 124     | Lawson Craddock  | 57.       |
| 125     | Matteo Jorgenson | DNF       |
| 126     | Brandon McNulty  | DNF       |
| 127     | Neilson Powless  | 5.        |
| 128     | Quinn Simmons    | DNF       |

| Canada CAN | Canada CAN        | Canada CAN |
| ---------- | ----------------- | ---------- |
| Nr.        | Rytter            | Placering  |
| 129        | Guillaume Boivin  | 17.        |
| 130        | Pier-André Côté   | DNF        |
| 131        | Antoine Duchesne  | DNF        |
| 132        | Hugo Houle        | DNF        |
| 133        | Benjamin Perry    | DNF        |
| 134        | Nickolas Zukowsky | DNF        |

| Østrig AUT | Østrig AUT            | Østrig AUT |
| ---------- | --------------------- | ---------- |
| Nr.        | Rytter                | Placering  |
| 135        | Patrick Gamper        | 38.        |
| 136        | Michael Gogl          | 54.        |
| 137        | Marco Haller          | DNF        |
| 138        | Sebastian Schönberger | 28.        |

| New Zealand NZL | New Zealand NZL | New Zealand NZL |
| --------------- | --------------- | --------------- |
| Nr.             | Rytter          | Placering       |
| 139             | Shane Archbold  | DNF             |
| 140             | Jack Bauer      | DNF             |
| 141             | Connor Brown    | DNF             |
| 142             | Thomas Scully   | DNF             |

| Irland IRL | Irland IRL    | Irland IRL |
| ---------- | ------------- | ---------- |
| Nr.        | Rytter        | Placering  |
| 144        | Eddie Dunbar  | DNF        |
| 145        | Ryan Mullen   | DNF        |
| 146        | Rory Townsend | DNF        |

| Sydafrika RSA | Sydafrika RSA               | Sydafrika RSA |
| ------------- | --------------------------- | ------------- |
| Nr.           | Rytter                      | Placering     |
| 147           | Gustav Basson               | DNF           |
| 148           | Ryan Gibbons                | DNF           |
| 149           | Reinardt Janse van Rensburg | DNF           |
| 150           | Jayde Julius                | DNF           |

| Estland EST | Estland EST       | Estland EST |
| ----------- | ----------------- | ----------- |
| Nr.         | Rytter            | Placering   |
| 151         | Martin Laas       | DNF         |
| 152         | Karl Patrick Lauk | DNF         |
| 153         | Oskar Nisu        | DNF         |
| 154         | Norman Vahtra     | DNF         |

| Kasakhstan KAZ | Kasakhstan KAZ  | Kasakhstan KAZ |
| -------------- | --------------- | -------------- |
| Nr.            | Rytter          | Placering      |
| 155            | Daniil Fominykh | DNF            |
| 156            | Jevgenij Giditj | DNF            |
| 157            | Dmitrij Gruzdev | DNF            |
| 158            | Jurij Natarov   | DNF            |

| Slovakiet SVK | Slovakiet SVK | Slovakiet SVK |
| ------------- | ------------- | ------------- |
| Nr.           | Rytter        | Placering     |
| 159           | Erik Baška    | DNF           |
| 160           | Juraj Sagan   | DNF           |
| 161           | Peter Sagan   | 26.           |
| 162           | Patrik Tybor  | DNF           |

| Eritrea ERI | Eritrea ERI     | Eritrea ERI |
| ----------- | --------------- | ----------- |
| Nr.         | Rytter          | Placering   |
| 163         | Natnael Berhane | DNF         |
| 164         | Metkel Eyob     | DNF         |
| 165         | Merhawi Kudus   | 50.         |
| 166         | Dawit Yemane    | DNF         |

| Tjekkiet CZE | Tjekkiet CZE   | Tjekkiet CZE |
| ------------ | -------------- | ------------ |
| Nr.          | Rytter         | Placering    |
| 167          | Josef Černý    | DNF          |
| 168          | Michael Kukrle | DNF          |
| 169          | Zdeněk Štybar  | 7.           |
| 170          | Petr Vakoč     | 32.          |

| Ukraine UKR | Ukraine UKR        | Ukraine UKR |
| ----------- | ------------------ | ----------- |
| Nr.         | Rytter             | Placering   |
| 171         | Anatolij Budjak    | DNF         |
| 172         | Mykhajlo Kononenko | DNF         |
| 173         | Andrij Kulyk       | DNF         |
| 174         | Oleksandr Prevar   | DNF         |

| Letland LAT | Letland LAT     | Letland LAT |
| ----------- | --------------- | ----------- |
| Nr.         | Rytter          | Placering   |
| 175         | Emīls Liepiņš   | 52.         |
| 176         | Krists Neilands | DNF         |
| 177         | Mārtiņš Pluto   | DNF         |
| 178         | Toms Skujiņš    | 60.         |

| Sverige SWE | Sverige SWE    | Sverige SWE |
| ----------- | -------------- | ----------- |
| Nr.         | Rytter         | Placering   |
| 179         | Lucas Eriksson | DNF         |
| 180         | Kim Magnusson  | DNF         |

| Panama PAN | Panama PAN         | Panama PAN |
| ---------- | ------------------ | ---------- |
| Nr.        | Rytter             | Placering  |
| 181        | Franklin Archibold | DNF        |

| Luxembourg LUX | Luxembourg LUX | Luxembourg LUX |
| -------------- | -------------- | -------------- |
| Nr.            | Rytter         | Placering      |
| 182            | Kevin Geniets  | DNF            |
| 183            | Alex Kirsch    | DNF            |

| Ungarn HUN | Ungarn HUN    | Ungarn HUN |
| ---------- | ------------- | ---------- |
| Nr.        | Rytter        | Placering  |
| 184        | Barnabás Peák | DNF        |

| Hviderusland BLR | Hviderusland BLR      | Hviderusland BLR |
| ---------------- | --------------------- | ---------------- |
| Nr.              | Rytter                | Placering        |
| 185              | Aljaksandr Rabusjenka | DNF              |

| Rumænien ROU | Rumænien ROU         | Rumænien ROU |
| ------------ | -------------------- | ------------ |
| Nr.          | Rytter               | Placering    |
| 186          | Eduard-Michael Grosu | DNF          |

| Litauen LTU | Litauen LTU         | Litauen LTU |
| ----------- | ------------------- | ----------- |
| Nr.         | Rytter              | Placering   |
| 187         | Evaldas Šiškevicius | DNF         |

| Grækenland GRE | Grækenland GRE         | Grækenland GRE |
| -------------- | ---------------------- | -------------- |
| Nr.            | Rytter                 | Placering      |
| 188            | Polychrónis Tzortzákis | DNF            |

| Mexico MEX | Mexico MEX  | Mexico MEX |
| ---------- | ----------- | ---------- |
| Nr.        | Rytter      | Placering  |
| 189        | Eder Frayre | DNF        |

| Thailand THA | Thailand THA          | Thailand THA |
| ------------ | --------------------- | ------------ |
| Nr.          | Rytter                | Placering    |
| 190          | Sarawut Sirironnachai | DNF          |

| Mongoliet MGL | Mongoliet MGL         | Mongoliet MGL |
| ------------- | --------------------- | ------------- |
| Nr.           | Rytter                | Placering     |
| 191           | Jambaljamts Sainbayar | DNF           |

| Uruguay URU | Uruguay URU   | Uruguay URU |
| ----------- | ------------- | ----------- |
| Nr.         | Rytter        | Placering   |
| 192         | Eric Fagúndez | DNF         |

| Venezuela VEN | Venezuela VEN | Venezuela VEN |
| ------------- | ------------- | ------------- |
| Nr.           | Rytter        | Placering     |
| 193           | Orluis Aular  | DNF           |

| Albanien ALB | Albanien ALB | Albanien ALB |
| ------------ | ------------ | ------------ |
| Nr.          | Rytter       | Placering    |
| 194          | Ylber Sefa   | DNF          |

| Japan JPN | Japan JPN       | Japan JPN |
| --------- | --------------- | --------- |
| Nr.       | Rytter          | Placering |
| 195       | Yukiya Arashiro | 49.       |

| Frankrig FRA | Frankrig FRA       | Frankrig FRA |
| ------------ | ------------------ | ------------ |
| Nr.          | Rytter             | Placering    |
| 1            | Julian Alaphilippe | 1.           |
| 2            | Rémi Cavagna       | DNF          |
| 3            | Benoît Cosnefroy   | 19.          |
| 4            | Arnaud Démare      | 56.          |
| 5            | Christophe Laporte | DNF          |
| 6            | Valentin Madouas   | 13.          |
| 7            | Clément Russo      | DNF          |
| 8            | Florian Sénéchal   | 9.           |
| 9            | Anthony Turgis     | DNF          |

| Belgien BEL | Belgien BEL        | Belgien BEL |
| ----------- | ------------------ | ----------- |
| Nr.         | Rytter             | Placering   |
| 10          | Tiesj Benoot       | 31.         |
| 11          | Victor Campenaerts | 20.         |
| 12          | Tim Declercq       | DNF         |
| 13          | Remco Evenepoel    | 62.         |
| 14          | Yves Lampaert      | 61.         |
| 15          | Jasper Stuyven     | 4.          |
| 16          | Dylan Teuns        | 27.         |
| 17          | Wout van Aert      | 11.         |

| Slovenien SLO | Slovenien SLO | Slovenien SLO |
| ------------- | ------------- | ------------- |
| Nr.           | Rytter        | Placering     |
| 18            | Luka Mezgec   | 30.           |
| 19            | Matej Mohorič | 14.           |
| 20            | Domen Novak   | DNF           |
| 21            | David Per     | DNF           |
| 22            | Tadej Pogačar | 37.           |
| 23            | Jan Polanc    | 18.           |
| 24            | Primož Roglič | 48.           |
| 25            | Jan Tratnik   | DNF           |

| Italien ITA | Italien ITA          | Italien ITA |
| ----------- | -------------------- | ----------- |
| Nr.         | Rytter               | Placering   |
| 26          | Andrea Bagioli       | DNF         |
| 27          | Davide Ballerini     | DNF         |
| 28          | Sonny Colbrelli      | 10.         |
| 29          | Alessandro De Marchi | DNF         |
| 30          | Gianni Moscon        | 58.         |
| 31          | Giacomo Nizzolo      | 15.         |
| 32          | Matteo Trentin       | DNF         |
| 33          | Diego Ulissi         | 24.         |

| Storbritannien GBR | Storbritannien GBR | Storbritannien GBR |
| ------------------ | ------------------ | ------------------ |
| Nr.                | Rytter             | Placering          |
| 34                 | Mark Cavendish     | DNF                |
| 35                 | Ethan Hayter       | 35.                |
| 36                 | Tom Pidcock        | 6.                 |
| 37                 | Luke Rowe          | DNF                |
| 38                 | Jake Stewart       | DNF                |
| 39                 | Ben Swift          | DNF                |
| 40                 | Connor Swift       | DNF                |
| 41                 | Fred Wright        | DNF                |

| Holland NED | Holland NED          | Holland NED |
| ----------- | -------------------- | ----------- |
| Nr.         | Rytter               | Placering   |
| 42          | Pascal Eenkhoorn     | 66.         |
| 43          | Sebastian Langeveld  | DNF         |
| 44          | Bauke Mollema        | 29.         |
| 45          | Oscar Riesebeek      | DNF         |
| 46          | Mike Teunissen       | 22.         |
| 47          | Dylan van Baarle     | 2.          |
| 48          | Mathieu van der Poel | 8.          |
| 49          | Danny van Poppel     | DNF         |

| Danmark DEN | Danmark DEN        | Danmark DEN |
| ----------- | ------------------ | ----------- |
| Nr.         | Rytter             | Placering   |
| 50          | Kasper Asgreen     | DNF         |
| 51          | Mikkel Bjerg       | DNF         |
| 52          | Mikkel Honoré      | DNF         |
| 53          | Michael Valgren    | 3.          |
| 54          | Andreas Kron       | DNF         |
| 55          | Magnus Cort        | DNF         |
| 56          | Mads Pedersen      | DNF         |
| 57          | Mads Würtz Schmidt | DNF         |

| Spanien ESP | Spanien ESP         | Spanien ESP |
| ----------- | ------------------- | ----------- |
| Nr.         | Rytter              | Placering   |
| 58          | Roger Adrià         | 59.         |
| 59          | Alex Aranburu       | DNF         |
| 60          | Imanol Erviti       | 43.         |
| 61          | Iván García Cortina | 23.         |
| 62          | Gorka Izagirre      | 42.         |
| 63          | Carlos Rodríguez    | 53.         |
| 64          | Gonzalo Serrano     | 44.         |
| 65          | Lluís Mas           | DNF         |

| Australien AUS | Australien AUS   | Australien AUS |
| -------------- | ---------------- | -------------- |
| Nr.            | Rytter           | Placering      |
| 66             | Luke Durbridge   | DNF            |
| 67             | Caleb Ewan       | DNF            |
| 68             | Nathan Haas      | DNF            |
| 69             | Michael Matthews | 25.            |
| 70             | Nick Schultz     | DNF            |
| 71             | Miles Scotson    | DNF            |
| 72             | Robert Stannard  | DNF            |
| 73             | Harry Sweeny     | DNF            |

| Colombia COL | Colombia COL        | Colombia COL |
| ------------ | ------------------- | ------------ |
| Nr.          | Rytter              | Placering    |
| 74           | Esteban Chaves      | 64.          |
| 75           | Fernando Gaviria    | DNF          |
| 76           | José Tito Hernández | DNF          |
| 77           | Sergio Higuita      | DNF          |
| 78           | Álvaro Hodeg        | DNF          |
| 79           | Sebastián Molano    | DNF          |
| 80           | Nelson Soto         | 65.          |
| 81           | Rigoberto Urán      | DNF          |

| Tyskland GER | Tyskland GER          | Tyskland GER |
| ------------ | --------------------- | ------------ |
| Nr.          | Rytter                | Placering    |
| 82           | Pascal Ackermann      | DNF          |
| 83           | Nikias Arndt          | 67.          |
| 84           | John Degenkolb        | DNF          |
| 85           | Nils Politt           | 16.          |
| 86           | Maximilian Schachmann | DNF          |
| 87           | Georg Zimmermann      | 68.          |

| Schweiz SUI | Schweiz SUI      | Schweiz SUI |
| ----------- | ---------------- | ----------- |
| Nr.         | Rytter           | Placering   |
| 88          | Stefan Bissegger | DNF         |
| 89          | Silvan Dillier   | 45.         |
| 90          | Marc Hirschi     | DNF         |
| 91          | Stefan Küng      | 41.         |
| 92          | Fabian Lienhard  | 63.         |
| 93          | Michael Schär    | DNF         |

| Portugal POR | Portugal POR    | Portugal POR |
| ------------ | --------------- | ------------ |
| Nr.          | Rytter          | Placering    |
| 94           | João Almeida    | 47.          |
| 95           | Nelson Oliveira | 55.          |
| 96           | Rui Oliveira    | 39.          |
| 97           | Rafael Reis     | DNF          |
| 98           | André Carvalho  | DNF          |

| Norge NOR | Norge NOR            | Norge NOR |
| --------- | -------------------- | --------- |
| Nr.       | Rytter               | Placering |
| 99        | Sven Erik Bystrøm    | 33.       |
| 100       | Odd Christian Eiking | DNF       |
| 101       | Markus Hoelgaard     | 12.       |
| 102       | Alexander Kristoff   | 21.       |
| 103       | Vegard Stake Laengen | 34.       |
| 104       | Rasmus Tiller        | 51.       |

| Ecuador ECU | Ecuador ECU      | Ecuador ECU |
| ----------- | ---------------- | ----------- |
| Nr.         | Rytter           | Placering   |
| 105         | Joel Burbano     | DNF         |
| 106         | Byron Guamá      | DNF         |
| 107         | Wilson Haro      | DNF         |
| 108         | Sebastian Novoa  | DNF         |
| 109         | Cristian Pita    | DNF         |
| 110         | Alexis Quinteros | DNS         |

| Ruslands cykelforbund RCF | Ruslands cykelforbund RCF | Ruslands cykelforbund RCF |
| ------------------------- | ------------------------- | ------------------------- |
| Nr.                       | Rytter                    | Placering                 |
| 111                       | Igor Bojev                | DNF                       |
| 112                       | Sergej Tjernetskij        | DNF                       |
| 113                       | Pavel Kotjetkov           | DNF                       |
| 114                       | Artjom Nytj               | 40.                       |
| 115                       | Petr Rikunov              | DNF                       |
| 116                       | Dmitrij Strakhov          | DNF                       |

| Polen POL | Polen POL             | Polen POL |
| --------- | --------------------- | --------- |
| Nr.       | Rytter                | Placering |
| 117       | Stanisław Aniołkowski | DNF       |
| 118       | Cesare Benedetti      | 46.       |
| 119       | Maciej Bodnar         | DNF       |
| 120       | Michał Gołaś          | DNF       |
| 121       | Michał Kwiatkowski    | 36.       |
| 122       | Łukasz Owsian         | DNF       |

| USA USA | USA USA          | USA USA   |
| ------- | ---------------- | --------- |
| Nr.     | Rytter           | Placering |
| 123     | Robin Carpenter  | DNF       |
| 124     | Lawson Craddock  | 57.       |
| 125     | Matteo Jorgenson | DNF       |
| 126     | Brandon McNulty  | DNF       |
| 127     | Neilson Powless  | 5.        |
| 128     | Quinn Simmons    | DNF       |

| Canada CAN | Canada CAN        | Canada CAN |
| ---------- | ----------------- | ---------- |
| Nr.        | Rytter            | Placering  |
| 129        | Guillaume Boivin  | 17.        |
| 130        | Pier-André Côté   | DNF        |
| 131        | Antoine Duchesne  | DNF        |
| 132        | Hugo Houle        | DNF        |
| 133        | Benjamin Perry    | DNF        |
| 134        | Nickolas Zukowsky | DNF        |

| Østrig AUT | Østrig AUT            | Østrig AUT |
| ---------- | --------------------- | ---------- |
| Nr.        | Rytter                | Placering  |
| 135        | Patrick Gamper        | 38.        |
| 136        | Michael Gogl          | 54.        |
| 137        | Marco Haller          | DNF        |
| 138        | Sebastian Schönberger | 28.        |

| New Zealand NZL | New Zealand NZL | New Zealand NZL |
| --------------- | --------------- | --------------- |
| Nr.             | Rytter          | Placering       |
| 139             | Shane Archbold  | DNF             |
| 140             | Jack Bauer      | DNF             |
| 141             | Connor Brown    | DNF             |
| 142             | Thomas Scully   | DNF             |

| Irland IRL | Irland IRL    | Irland IRL |
| ---------- | ------------- | ---------- |
| Nr.        | Rytter        | Placering  |
| 144        | Eddie Dunbar  | DNF        |
| 145        | Ryan Mullen   | DNF        |
| 146        | Rory Townsend | DNF        |

| Sydafrika RSA | Sydafrika RSA               | Sydafrika RSA |
| ------------- | --------------------------- | ------------- |
| Nr.           | Rytter                      | Placering     |
| 147           | Gustav Basson               | DNF           |
| 148           | Ryan Gibbons                | DNF           |
| 149           | Reinardt Janse van Rensburg | DNF           |
| 150           | Jayde Julius                | DNF           |

| Estland EST | Estland EST       | Estland EST |
| ----------- | ----------------- | ----------- |
| Nr.         | Rytter            | Placering   |
| 151         | Martin Laas       | DNF         |
| 152         | Karl Patrick Lauk | DNF         |
| 153         | Oskar Nisu        | DNF         |
| 154         | Norman Vahtra     | DNF         |

| Kasakhstan KAZ | Kasakhstan KAZ  | Kasakhstan KAZ |
| -------------- | --------------- | -------------- |
| Nr.            | Rytter          | Placering      |
| 155            | Daniil Fominykh | DNF            |
| 156            | Jevgenij Giditj | DNF            |
| 157            | Dmitrij Gruzdev | DNF            |
| 158            | Jurij Natarov   | DNF            |

| Slovakiet SVK | Slovakiet SVK | Slovakiet SVK |
| ------------- | ------------- | ------------- |
| Nr.           | Rytter        | Placering     |
| 159           | Erik Baška    | DNF           |
| 160           | Juraj Sagan   | DNF           |
| 161           | Peter Sagan   | 26.           |
| 162           | Patrik Tybor  | DNF           |

| Eritrea ERI | Eritrea ERI     | Eritrea ERI |
| ----------- | --------------- | ----------- |
| Nr.         | Rytter          | Placering   |
| 163         | Natnael Berhane | DNF         |
| 164         | Metkel Eyob     | DNF         |
| 165         | Merhawi Kudus   | 50.         |
| 166         | Dawit Yemane    | DNF         |

| Tjekkiet CZE | Tjekkiet CZE   | Tjekkiet CZE |
| ------------ | -------------- | ------------ |
| Nr.          | Rytter         | Placering    |
| 167          | Josef Černý    | DNF          |
| 168          | Michael Kukrle | DNF          |
| 169          | Zdeněk Štybar  | 7.           |
| 170          | Petr Vakoč     | 32.          |

| Ukraine UKR | Ukraine UKR        | Ukraine UKR |
| ----------- | ------------------ | ----------- |
| Nr.         | Rytter             | Placering   |
| 171         | Anatolij Budjak    | DNF         |
| 172         | Mykhajlo Kononenko | DNF         |
| 173         | Andrij Kulyk       | DNF         |
| 174         | Oleksandr Prevar   | DNF         |

| Letland LAT | Letland LAT     | Letland LAT |
| ----------- | --------------- | ----------- |
| Nr.         | Rytter          | Placering   |
| 175         | Emīls Liepiņš   | 52.         |
| 176         | Krists Neilands | DNF         |
| 177         | Mārtiņš Pluto   | DNF         |
| 178         | Toms Skujiņš    | 60.         |

| Sverige SWE | Sverige SWE    | Sverige SWE |
| ----------- | -------------- | ----------- |
| Nr.         | Rytter         | Placering   |
| 179         | Lucas Eriksson | DNF         |
| 180         | Kim Magnusson  | DNF         |

| Panama PAN | Panama PAN         | Panama PAN |
| ---------- | ------------------ | ---------- |
| Nr.        | Rytter             | Placering  |
| 181        | Franklin Archibold | DNF        |

| Luxembourg LUX | Luxembourg LUX | Luxembourg LUX |
| -------------- | -------------- | -------------- |
| Nr.            | Rytter         | Placering      |
| 182            | Kevin Geniets  | DNF            |
| 183            | Alex Kirsch    | DNF            |

| Ungarn HUN | Ungarn HUN    | Ungarn HUN |
| ---------- | ------------- | ---------- |
| Nr.        | Rytter        | Placering  |
| 184        | Barnabás Peák | DNF        |

| Hviderusland BLR | Hviderusland BLR      | Hviderusland BLR |
| ---------------- | --------------------- | ---------------- |
| Nr.              | Rytter                | Placering        |
| 185              | Aljaksandr Rabusjenka | DNF              |

| Rumænien ROU | Rumænien ROU         | Rumænien ROU |
| ------------ | -------------------- | ------------ |
| Nr.          | Rytter               | Placering    |
| 186          | Eduard-Michael Grosu | DNF          |

| Litauen LTU | Litauen LTU         | Litauen LTU |
| ----------- | ------------------- | ----------- |
| Nr.         | Rytter              | Placering   |
| 187         | Evaldas Šiškevicius | DNF         |

| Grækenland GRE | Grækenland GRE         | Grækenland GRE |
| -------------- | ---------------------- | -------------- |
| Nr.            | Rytter                 | Placering      |
| 188            | Polychrónis Tzortzákis | DNF            |

| Mexico MEX | Mexico MEX  | Mexico MEX |
| ---------- | ----------- | ---------- |
| Nr.        | Rytter      | Placering  |
| 189        | Eder Frayre | DNF        |

| Thailand THA | Thailand THA          | Thailand THA |
| ------------ | --------------------- | ------------ |
| Nr.          | Rytter                | Placering    |
| 190          | Sarawut Sirironnachai | DNF          |

| Mongoliet MGL | Mongoliet MGL         | Mongoliet MGL |
| ------------- | --------------------- | ------------- |
| Nr.           | Rytter                | Placering     |
| 191           | Jambaljamts Sainbayar | DNF           |

| Uruguay URU | Uruguay URU   | Uruguay URU |
| ----------- | ------------- | ----------- |
| Nr.         | Rytter        | Placering   |
| 192         | Eric Fagúndez | DNF         |

| Venezuela VEN | Venezuela VEN | Venezuela VEN |
| ------------- | ------------- | ------------- |
| Nr.           | Rytter        | Placering     |
| 193           | Orluis Aular  | DNF           |

| Albanien ALB | Albanien ALB | Albanien ALB |
| ------------ | ------------ | ------------ |
| Nr.          | Rytter       | Placering    |
| 194          | Ylber Sefa   | DNF          |

| Japan JPN | Japan JPN       | Japan JPN |
| --------- | --------------- | --------- |
| Nr.       | Rytter          | Placering |
| 195       | Yukiya Arashiro | 49.       |